# Caryophyllia polygona
Caryophyllia polygona är en korallart som beskrevs av Pourtalès 1878. Caryophyllia polygona ingår i släktet Caryophyllia och familjen Caryophylliidae. Inga underarter finns listade i Catalogue of Life.